# Hausen (hessisches Adelsgeschlecht)

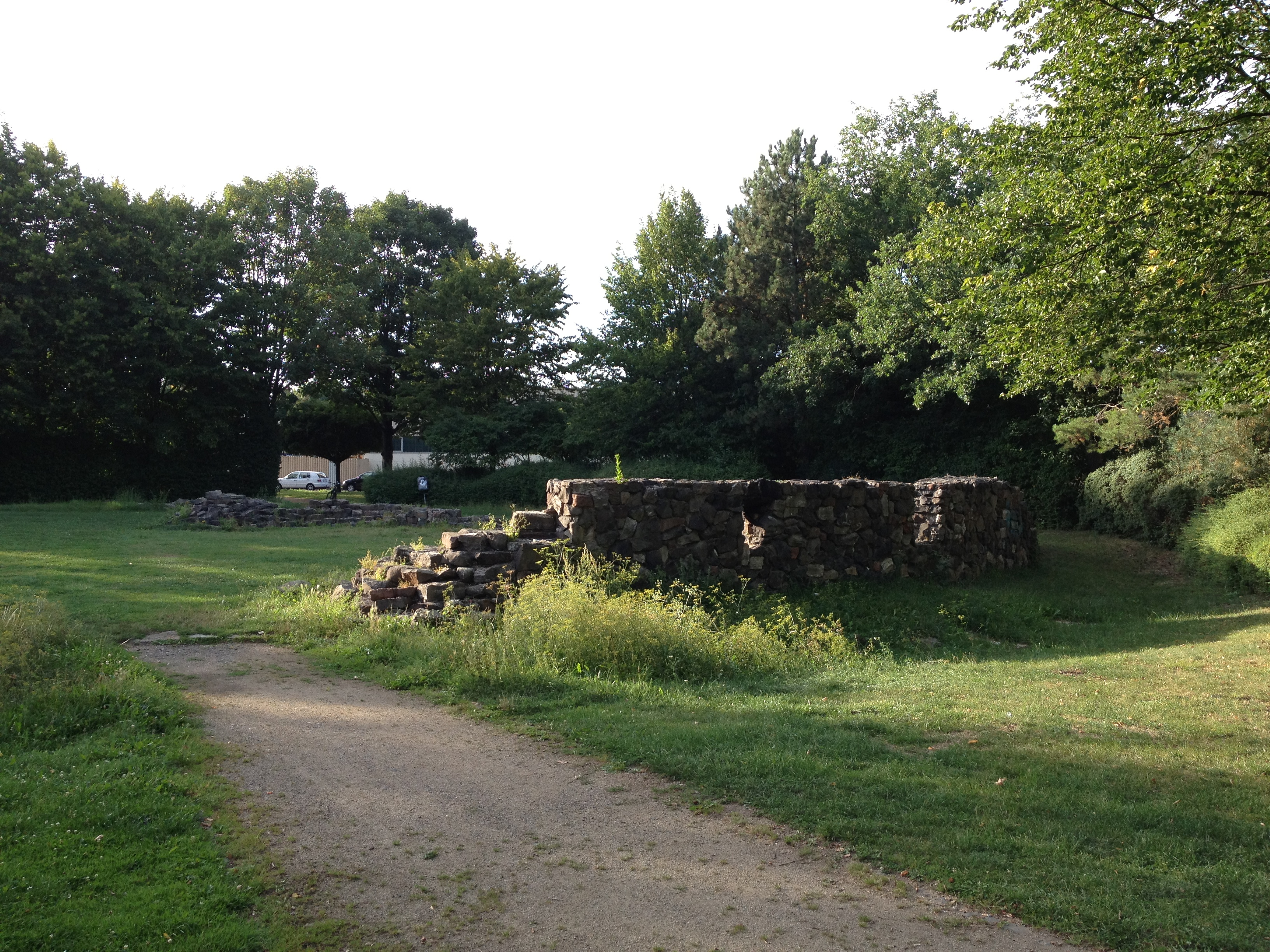
Reste der „Burg im Hayn“ in Obertshausen

Die von Hausen (ⓘ) sind ein erloschenes hessisches Adelsgeschlecht, vermutlich mit Sitz auf der Burg im Hayn, südlich von Obertshausen in Hessen. Das Geschlecht stammte von den Maingaugrafen ab und war mit den Herren von Hagenhausen (nach Hainhausen benannt, später Herren von Eppstein) verwandt.
Die Herren Wigger von Hausen und Gottfried von Hausen dürften in Zusammenhang mit der Burg stehen. Sie sind in Urkunden aus den Jahren 1130 und 1151 überliefert und waren Besitzer des Landes.
Nach dem Aussterben der Herren von Hausen ging die Burg im Hayn an die mit ihnen verwandten Herren von Hagenhausen über. Udalrich von Hagenhausen schenkte die Burg 1124 an den Erzbischof Adalbert von Mainz.
Ob bei dem Geschlecht eine Identität mit den Herren von Husen vorliegt ist unklar.
Ein Zweig der Herren von Hutten trug den Beinamen zu Hausen, benannt nach einem Ort und einer Burg namens Hausen bzw. Husen, die von den Herren von Jossa erbaut wurde, wobei der Ort im 13. Jahrhundert erstmals erwähnt wurde. Das Geschlecht war in der Region um Bad Soden-Salmünster ansässig.